# Euplocamus ophisus
Euplocamus ophisus is een vlinder uit de familie echte motten (Tineidae). De wetenschappelijke naam is voor het eerst geldig gepubliceerd in 1779 door Cramer.
De soort komt voor in Europa.